# Seondeok

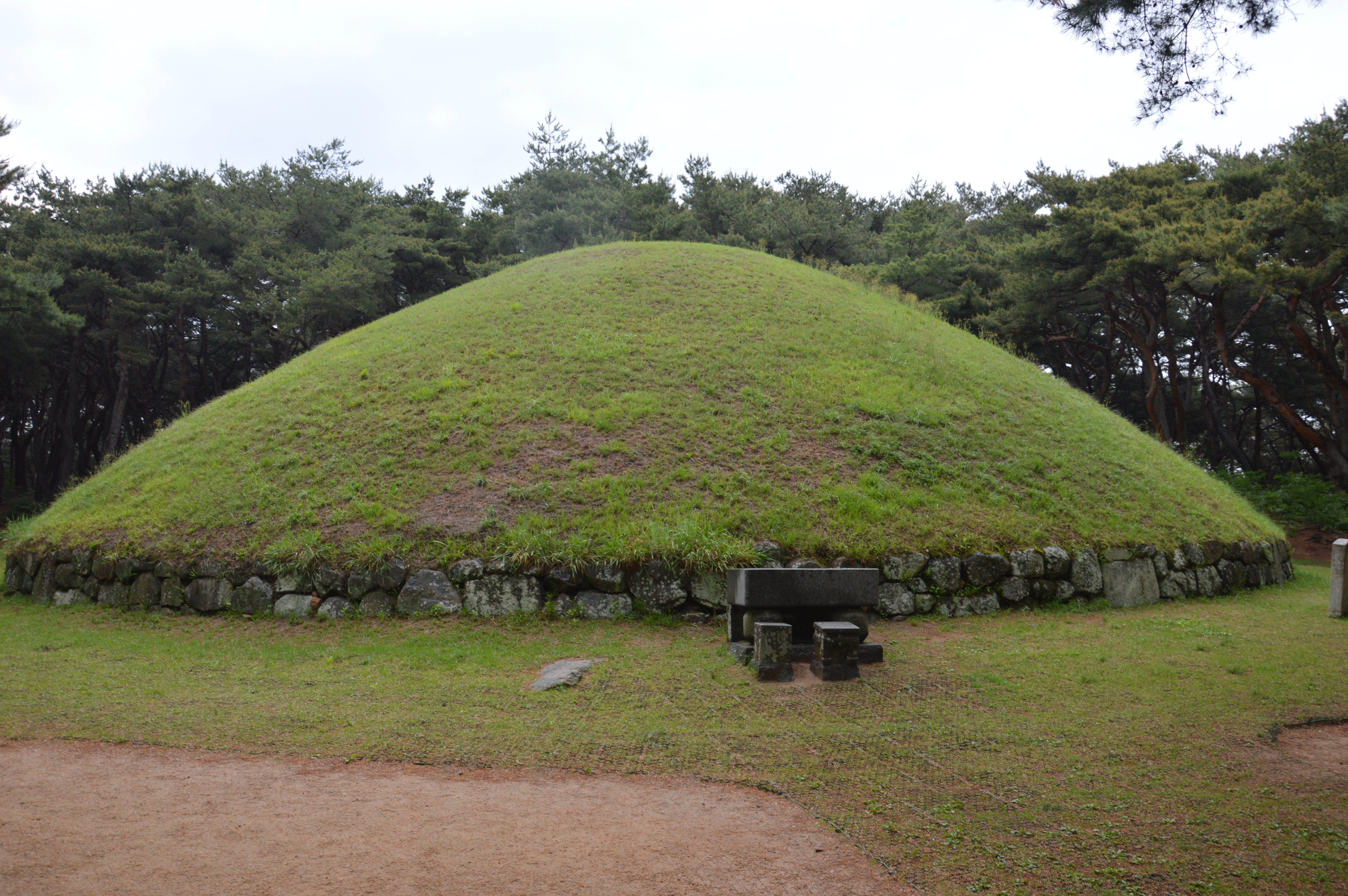
Tombe de la reine Seondeok située à Gyeongju, en Corée du Sud.

Seondeok (606 – 8 janvier 647) a été reine de Silla, un des Trois Royaumes de Corée, de 632 à 647. Vingt-septième dans l'ordre des souverains, elle en fut la première reine. Elle a encouragé une renaissance des arts et de la littérature.

## Famille
Avant de devenir reine, Seondeok était connue sous le nom de princesse Deokman (덕만, 德曼). Elle était la première des trois filles du roi Jinpyeong. Son neveu, Muyeol, fils de la princesse Cheonmyeong a fini par devenir roi de Silla. Son autre sœur, la princesse Seonhwa se maria avec Mu, le roi de Baekje. 
Comme il n'avait pas de fils, Jinpyeong a choisi sa fille Seondeok comme héritière. Ce choix n'était pas si inhabituel à Silla car des femmes de cette période avait déjà eu une certaine influence en tant que conseillère ou régente. À travers le royaume, des femmes étaient chef de famille car des systèmes d'héritage matrilinéaires existaient à côté de systèmes patrilinéaires. Le statut des femmes était relativement élevé mais certaines activités étaient déconseillées car considérées comme non féminines. Son règne couronné de succès a facilité l’avènement de deux autres reines en tant que chef de Silla : Jindeok et Jinseong.

## Règne
En 632, Seondeok devient l'unique dirigeante de Silla. Son règne fut violent : elle fut souvent préoccupée par les combats et les rébellions qui se produisaient dans le royaume voisin de Baekje mais elle a su s'en sortir à son avantage. Elle a dû aussi venir à bout des révoltes menées par Chilsuk et Seongpum. Lorsque Baekje passa à l'attaque, elle chercha l'alliance du Goguryeo. Lorsque le Goguryeo se retourna aussi contre Silla, elle renforça ses liens avec les Tang de Chine. Elle a maintenu l'unité du royaume et a envoyé des émissaires royaux et des érudits en Chine comme le moine Jajang. Elle a introduit un code de chevalerie et a envoyé des jeunes Coréens en Chine pour qu'ils s'entrainent aux arts martiaux. Elle a aussi contribué à faire reculer la pauvreté. 
Comme l'impératrice Wu Zetian des Tang, elle tendait vers le bouddhisme et a inauguré des temples. Elle a fait construire les temples Bunhwangsa et Yeongmyosa ainsi qu'une pagode de neuf étages haute de 80 mètres au temple de Hwangnyongsa. Également dans sa capitale de Gyeongju, en 634, elle a fait construire Cheomseongdae, le premier observatoire astronomique de l'extrême-orient. 
Elle est morte en 647 pendant la révolte du sangdaedeung Bidam. Elle est enterrée à Gyeongju dans une grande tombe ronde d'une circonférence de 73 mètres. C'est un tas de terre entouré à la base par une double couche de pierre naturelle. Ce tombeau royal est encore visible aujourd'hui. Sa cousine Jindeok a pris sa succession.
En 2009, elle a été le sujet d'une série télévisée.
|  |  |  |  |  |

## Culture populaire
Seondeok est la dirigeante de la Corée dans le jeu vidéo Civilization VI: Rise and Fall, sorti en 2018.